# Contea di Crawford (Michigan)
La contea di Crawford, in inglese Crawford County, è una contea dello Stato del Michigan, negli Stati Uniti. La popolazione al censimento del 2000 era di 14,273 abitanti. Il capoluogo di contea è Grayling.